# Flachglas

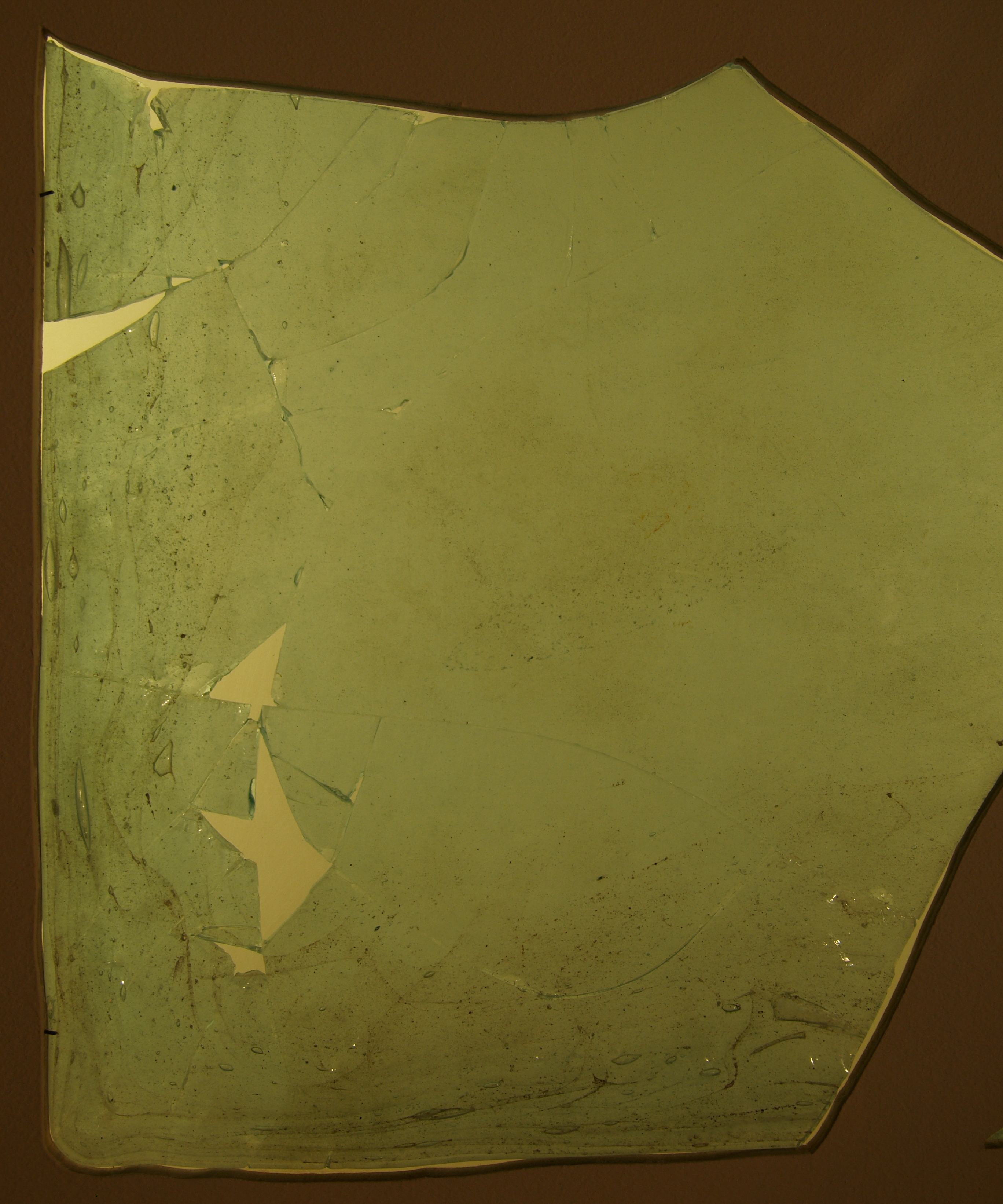
Fragment einer römischen Fensterglasscheibe aus dem 1. bis 4. Jahrhundert

Als Flachglas wird jedes Glas in flacher Form bezeichnet, unabhängig vom angewandten Herstellungsverfahren.
Flachglas wird heute überwiegend im Floatglasverfahren hergestellt. Strukturierte Gläser sowie Spezialgläser werden auch durch Gießen und Walzen gefertigt. Mit historischen Verfahren wie das Libbey-Owens- oder Zylinderblasverfahren werden nur noch Gläser zum Einsatz in Denkmalschutz und Altbausanierung produziert.
Flachgläser werden als Glasscheibe oder Scheibe bezeichnet und hauptsächlich im Bauwesen als Fenster- oder Architekturglas eingesetzt. Weitere Einsatzbereiche sind Automobilverglasungen, Spiegel, Solargläser für Photovoltaik, Solarthermie und Gewächshäuser sowie Displaygläser für Bildschirme von Computern, Fernsehern und Smartphones.
Die meisten Flachgläser werden nach der Produktion beschichtet (bedampft) oder anderen Veredelungsschritten unterzogen, um sie den jeweiligen Einsatzbedingungen anzupassen.
| 2000 ― 1900 ― 1800 ― 1700 ― 1600 ― 1500 ― 1400 ― 1300 ― 1200 ― 1100 ― 1000 ― 900 ― 800 ― 700 ― 600 ― 500 ― 400 ― 300 ― 200 ― 100 ― | \| \| Floatglas \| \| \| Flachglas, gezogen \| \| \| Zylinderglas \| \| \| Tellerscheiben \| \| \| Butzenscheiben \| \| \| \| \| \| Flachglas Dünn-/Planschliff \| \| \| \| \| \| dünngeschliffener Marmor, oder Alabaster \| \| \| \| \| \| Pergamente, geölte Leinwände \| |
| | Floatglas |
| | Flachglas, gezogen |
| | Zylinderglas |
| | Tellerscheiben |
| | Butzenscheiben |
| | |
| | Flachglas Dünn-/Planschliff |
| | |
| | dünngeschliffener Marmor, oder Alabaster |
| | |
| | Pergamente, geölte Leinwände |

Zeittafel: Entwicklung der Fensterscheibe

## Geschichte
Siehe auch: Geschichte des Glases#Flachglas
Bereits in der Antike wurde Flachglas hergestellt. Flüssiges Glas wurde in ca. 40 cm × 40 cm große Sandformen gegossen. Die entstandenen Scheiben hatten einen welligen Rand und waren auf einer Seite rau und damit trüb. In Thermen und Villen des antiken Roms wurden einzelne Glasscheiben zu mehreren Quadratmeter großen Fenstern zusammengesetzt, indem sie in Gitterrahmen eingelegt und jeweils durch vier Klammern am Rand gehalten wurden.
Ab dem 4. Jahrhundert sind aus dem vorderen Orient Glasscheiben bekannt, die Glasbläser herstellten, indem sie zunächst Kugeln bliesen, dann aufschnitten und unformten.
In Europa wurden ab der Zeit der Völkerwanderungen über einen Zeitraum von mehreren Jahrhunderten zunächst so gut wie keine Glasscheiben mehr hergestellt.

### Geblasenes Glas
Im Mittelalter wurden neue Verfahren zur Herstellung von Flachglas eingeführt. Ab dem 11. Jahrhundert wurden Fassadenöffnungen insbesondere in Nordeuropa wieder mit Fensterglas verschlossen, wohl zunächst mit kleinen runden Scheiben Butzenscheiben, später auch mit kleinen rechteckige Gläsern. Bis ins 18. bzw. 20. Jahrhundert wurde der Großteil des Spiegel- bzw. Fensterglases geblasen.

#### Zylinderstreckverfahren

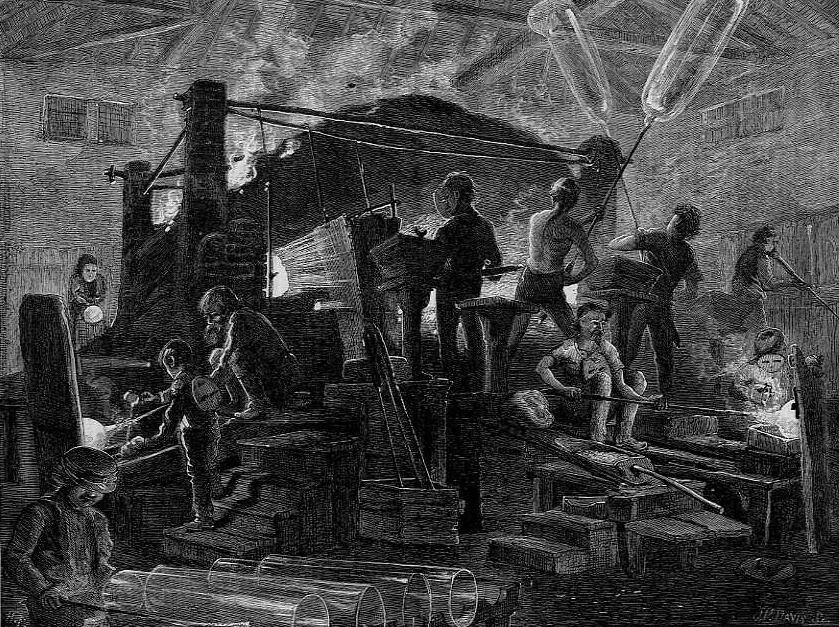
Zylinderstreckverfahren im 19. Jahrhundert

Seit der Gotik wird das Zylinderblas- und streckverfahren in Mitteleuropa angewandt. Das geblasene Glas wird zu einem offenen Zylinder geformt, von der Pfeife abgelöst (abgesprengt) und im Streckofen zu Flachglas gestreckt. Ab dem 16. Jahrhundert wird in Murano auch flaches Spiegelglas hergestellt.

#### Mondglasverfahren

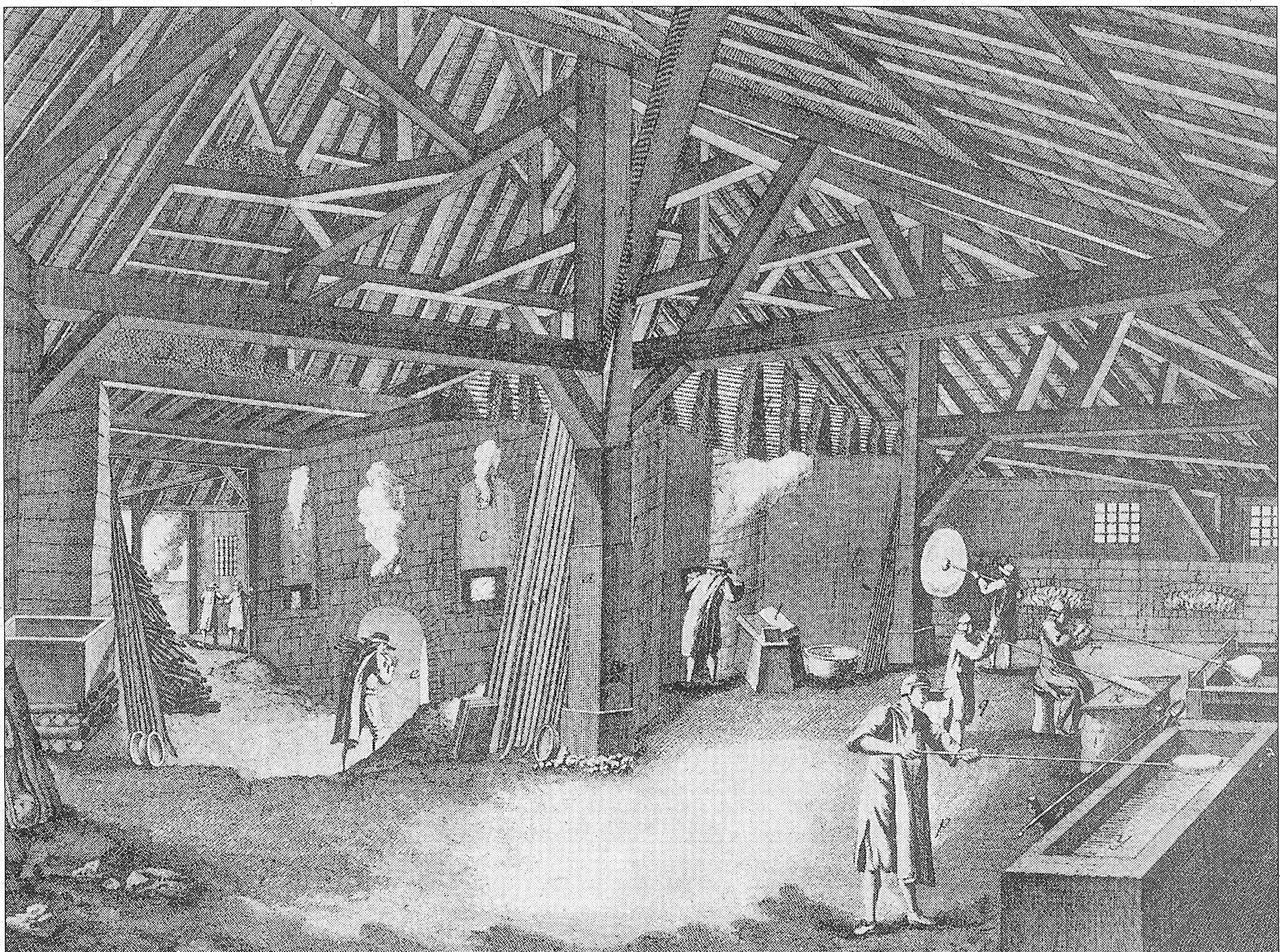
Mondglasherstellung in der Glashütte Weibersbrunn

An der Glasmacherpfeife wird eine Kugel geblasen, die Pfeife abgesprengt und die Kugel zu Mondglas geschleudert. Dabei entstanden kreisrunde Scheiben bis 1,2 m Durchmesser, die in vier- oder sechseckige Stücke geschnitten wurden. Produktionsbedingt wies das Mittelstück der Scheibe, an dem das Mondglas an der Glasmacherpfeife haftete, eine Verdickung auf, den Butzen.

### Gussglasverfahren

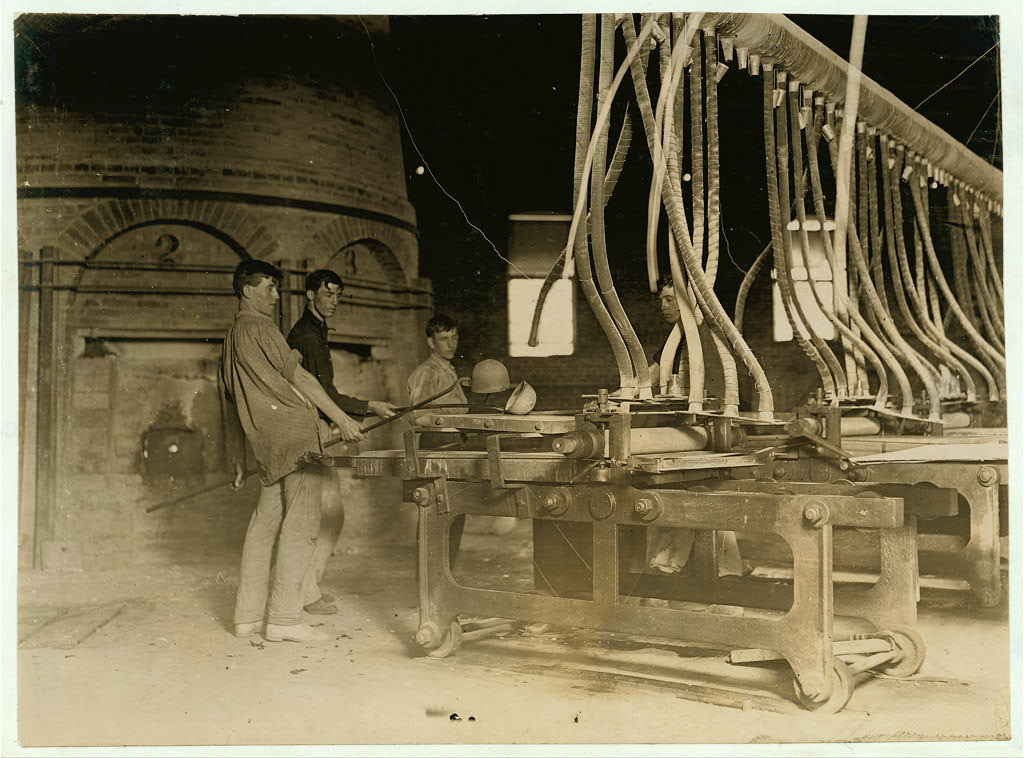
Glasherstellung um 1900 nach dem Gussglasverfahren

Ab 1688 wurden durch Walzung gleichmäßig dicke Scheiben bis 1,5 m erreicht. Das geschmolzene Glas wurde zunächst auf eine Kupferplatte gegossen und durch Walzen zu Tafelglas verarbeitet. Entwickelt wurde das Verfahren in der königlich-französischen Spiegelglasmanufaktur. Seit dem 19. Jahrhundert wurde das Spiegelglas auch zur Fensterverglasung verwendet. Ab 1904 konnten auch Scheiben größerer Dimension „gezogen“ werden.
Das heute verwendete Floatglasverfahren kam erstmals 1959 zum industriellen Einsatz und macht nun den Großteil des Flachglases aus. Geprägtes Glas, welches auch komplizierte Reliefmuster aufweisen kann, wird mit dem Walzglasverfahren hergestellt. Dabei kann ein Drahtgitter eingelegt werden, um Drahtglas zu erhalten.

### Ziehverfahren
Das bahnbrechende Prinzip zur Industrialisierung der Tafel- oder Fensterglasproduktion war das mechanische Ziehverfahren, bei dem ein flaches Glasband aus der Schmelzwanne gezogen wird. Als erster entwarf der Engländer Clark 1857 ein solches Verfahren, das jedoch ebenso wenig Anwendung fand wie das des Franzosen Vallin, dem dafür 1871 ein Patent erteilt worden war. Erfolg hatte erst der belgische Ingenieur und Leiter der Glasfabrik Frison & Cie, Émile Fourcault (1862–1919). An ihn trat vor 1900 der belgische Glasofenkonstrukteur Gobbe mit dem Vorschlag heran, bei Frison & Cie ein Verfahren zur maschinellen Produktion von Fensterglas zu versuchen.

#### Fourcault-Verfahren
Das 1904 von Fourcault entwickelte gleichnamige Verfahren erlaubte erstmals, Flachglas direkt aus der Glasschmelze zu ziehen. Die Glasschmelze quillt bei diesem Verfahren durch die mittige Öffnung einer in die Glasschmelze eingehobenen, langgestreckt-wannenförmigen Ziehdüse. Der erkaltende Überstand wird von Fangeisen seitlich gefasst und in die Höhe gezogen. Walzenpaare befördern die erstarrende Glasmasse durch einen 8 m hohen Kühlofen. Es lässt sich nicht vermeiden, dass beim senkrechten Transport der noch nicht vollständig erstarrten Glasmasse durch die Walzenpaare eine leichte Welligkeit im Glas verbleibt, die besonders in Verglasungen, die vor dem Zweiten Weltkrieg hergestellt wurden, sichtbar ist. Um die Wellen weniger sichtbar zu machen, wurden diese Glasscheiben mit horizontal verlaufender Wellenrichtung eingesetzt.
Zur Verwendung in Altbausanierung und Denkmalpflege ist nach dem Fourcault-Prozess hergestelltes Fensterglas heute noch erhältlich und wird oft als Restaurierungsglas bezeichnet.

#### Libbey-Owens-Verfahren
Im Jahre 1899 begann der Amerikaner Irving W. Colburn damit, eine Methode zur Herstellung von flachem Glas im Ziehverfahren zu entwickeln. Das Verfahren wurde 1904 von ihm patentiert und wird darum alternativ auch als Colburn-Verfahren bezeichnet. Es dauerte bis 1913, bis die ersten erfolgreichen Ergebnisse zustande kamen. Colburn hatte zu diesem Zeitpunkt das Patent bereits an die Toledo Glass Company verkauft, die sich in Libbey-Owens Sheet Glass Company umbenannte. Heute findet es keine Anwendung mehr.
Ähnlich dem Fourcault-Verfahren wurde das Glasband zunächst vertikal aus der freien Oberfläche der Glasschmelze nach oben gezogen, nach ca. 70 cm aber über eine polierte Stahlwalze umgebogen und horizontal durch einen Kühlkanal gezogen. Das Verfahren verzichtet auf die in der Glasschmelze liegende Ziehdüse, wodurch sich Ziehstreifen und die Welligkeit des Glases vermindern. Stattdessen wird zunächst eine Fangvorrichtung mit zwei parallelen Greifern in die Glasschmelze getaucht. Der zwischen den massiven Greifern erkaltende Glasstreifen wird zwischen diesen verklemmt und nach oben gehoben. Dabei wird ein Streifen zähflüssigen Glases nachgezogen. Um zu vermeiden, dass sich dieses Glasband zusammenzieht, wird es von seitlichen Rollern unmittelbar über der Glaswanne horizontal gestreckt. Gleich anschließend wird das Glasband über eine polierte Walze um 90° umgelenkt und horizontal durch einen bis zu 60 m langen Kühlkanal bezogen, wo es auf etwa 30 °C abkühlte. Dann wurde es geschnitten. Über die Ziehgeschwindigkeit ließen sich Glasstärken zwischen 0,6 und 20 mm einstellen. Die Breite des Glasbandes betrug bis zu 2,50 m.

#### Pittsburgh-Verfahren
Ab 1928 verwendete die Pittsburgh Plate Glass Company eine Kombination des Libbey-Owens und des Fourcault-Verfahrens. Das Glasband wurde wie beim Libbey-Owens-Verfahren aus der freien Oberfläche des Schmelzbads entnommen und anschließend wie beim Fourcault-Verfahrens senkrecht in einen bis zu 12 m hohen Kühlschacht gezogen. Die Weiterverarbeitung geschah bei diesem Verfahren auf einer Plattform, die sich ca. 10–15 m über dem Niveau der Schmelzwanne befand.

### Floatglasverfahren
In Industrieländern wurden alle diese Verfahren ab 1960 durch das Floatglasverfahren ersetzt. Beim Floatglasverfahren wird das geschmolzene Glas auf eine Schicht flüssigen Zinns geleitet. Das Glas schwimmt auf dem schwereren Zinn und bildet nach oben und unten eine glatte Oberfläche aus. Das Verfahren ermöglichst zudem einen höheren Durchsatz der Anlage und eine höhere Glasbreite.

### Vergleich der Herstellungsverfahren
Die nachfolgende Tabelle vergleicht Herstellungsverfahren für durchsichtiges Flachglas:

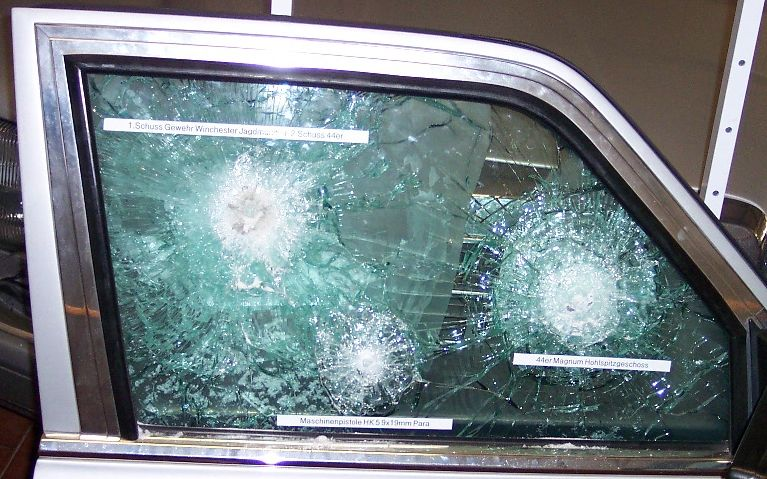
Panzerglas mit einer Beschussprobe

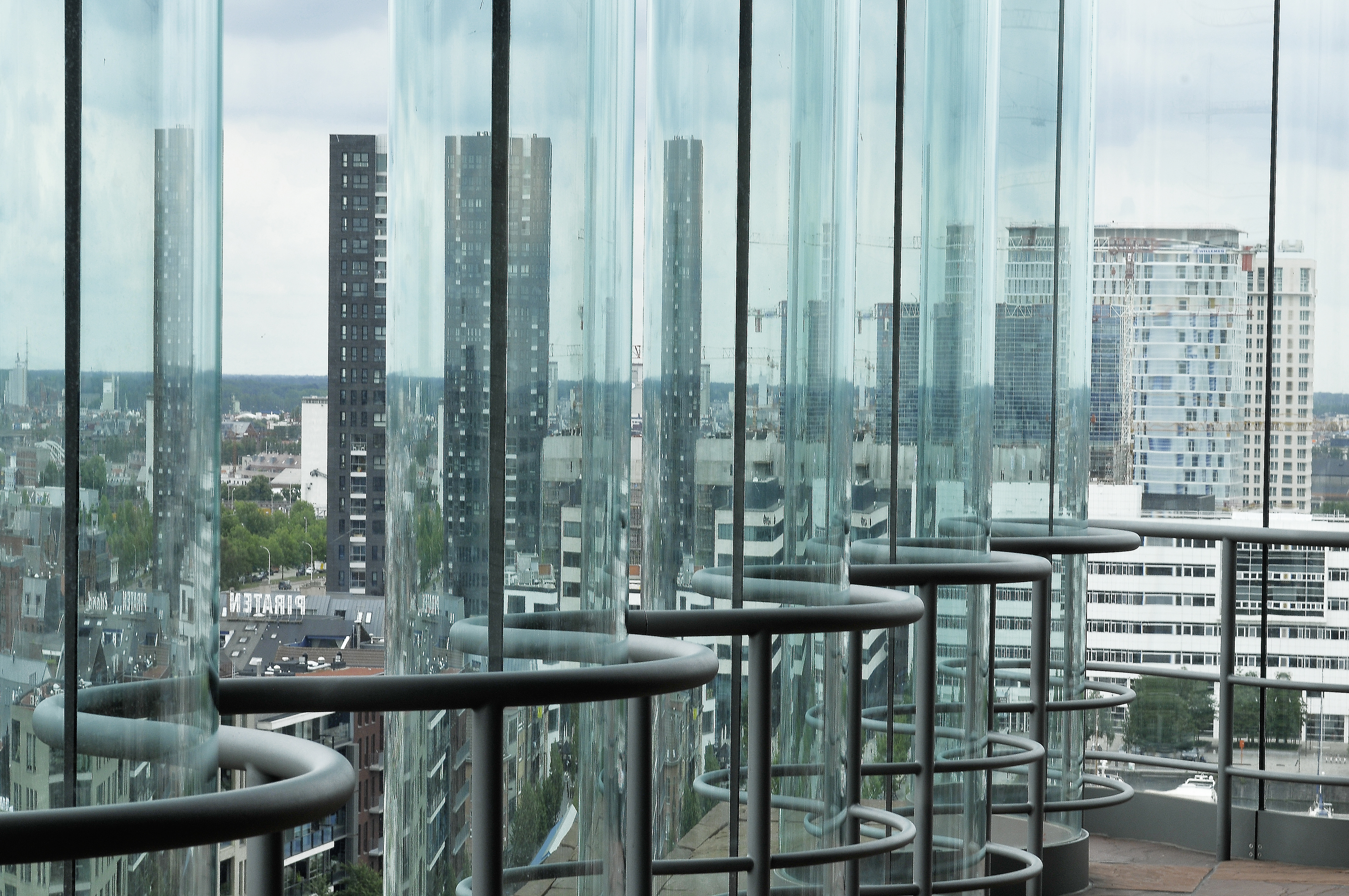
Gebogenes Flachglas im Museum aan de Stroom

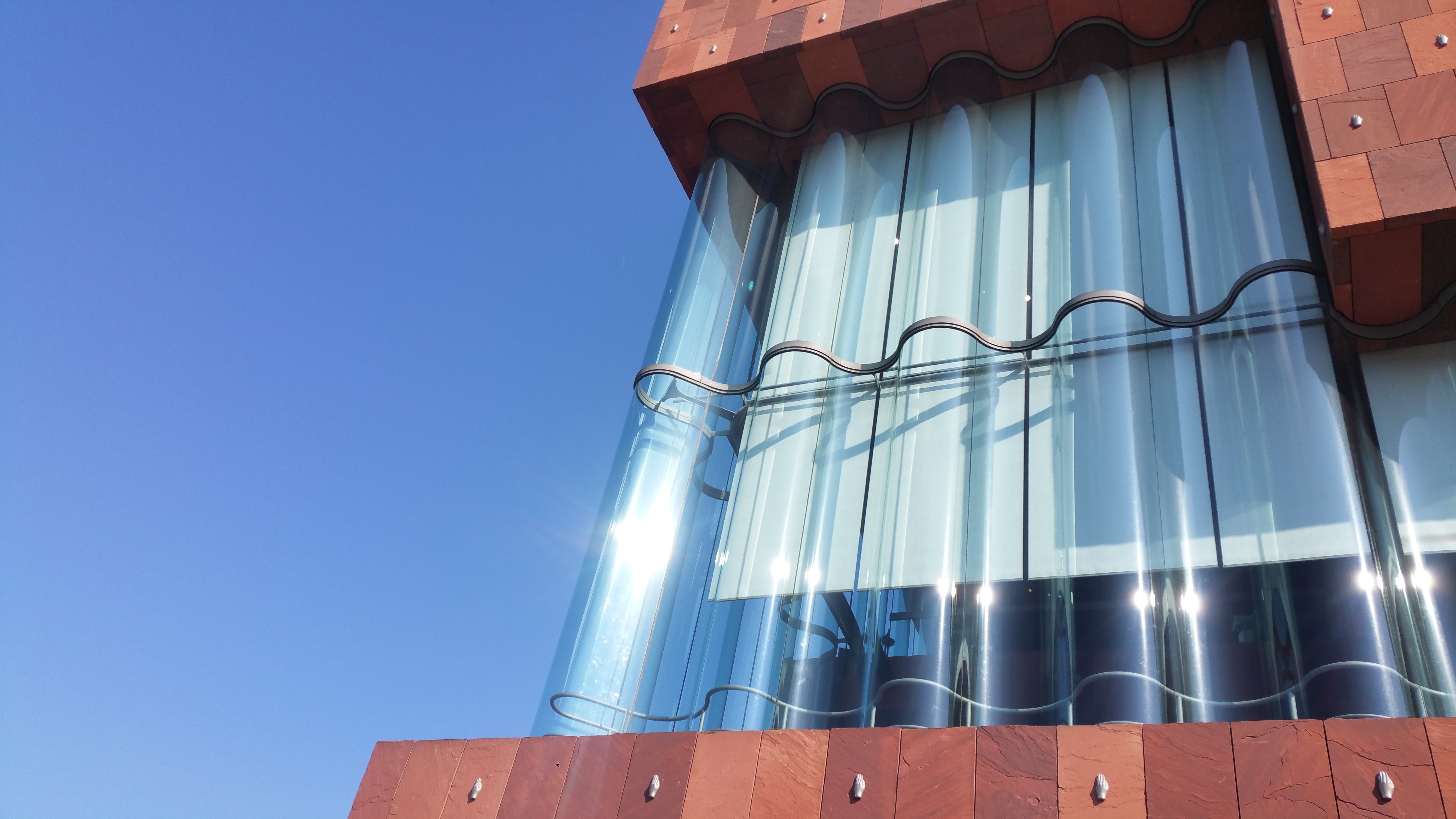
Außenansicht der wellenförmigen Verglasung des Museum aan de Stroom

| Verfahren                                                                                 | Glasstärken   | Oberfläche                                                                          | Lufteinschlüsse  | Materialeinschlüsse                                    | Produktionskosten pro Fläche               |
| ----------------------------------------------------------------------------------------- | ------------- | ----------------------------------------------------------------------------------- | ---------------- | ------------------------------------------------------ | ------------------------------------------ |
| Zylinderblasverfahren (Antikglas)                                                         | 2,0 bis 3 mm  | wellig; optisch unruhig durch Striemen und Bläschen, keine planparallele Oberfläche | einige bis viele | einige                                                 | sehr hoch (Handarbeit)                     |
| Gießen, Walzen, Schleifen, Polieren                                                       | ab 2,0 mm     | stark gewellt                                                                       | einige           | keine                                                  | hoch (maschinelles Schleifen und Polieren) |
| Ziehen (Fourcault-Verfahren)                                                              | 0,8 bis 7 mm  | mäßig gewellt, Ziehstreifen, optisch unruhig                                        | wenige           | keine                                                  | mäßig                                      |
| Ziehen (Pittsburgh-Verfahren)                                                             | 3,0 bis 8 mm  | schwach gewellt, Ziehstreifen, optisch unruhig                                      | sehr wenige      | sehr wenige                                            | mäßig                                      |
| Ziehen (Libbey-Owens-Verfahren)                                                           | 0,6 bis 20 mm | schwach gewellt, Ziehstreifen, optisch unruhig                                      | sehr wenige      | sehr wenige                                            | mäßig                                      |
| Overflow-Downdraw-Verfahren oder Fusions-Verfahren (u. a. für Flüssigkristallbildschirme) | ab 0,1 mm     | nicht gewellt                                                                       | keine            | keine                                                  | hoch                                       |
| Floatprozess                                                                              | < 1 bis 24 mm | nicht gewellt                                                                       | keine            | praktisch keine, lediglich unter Ultraviolett sichtbar | niedrig (große Mengen)                     |

## Arten

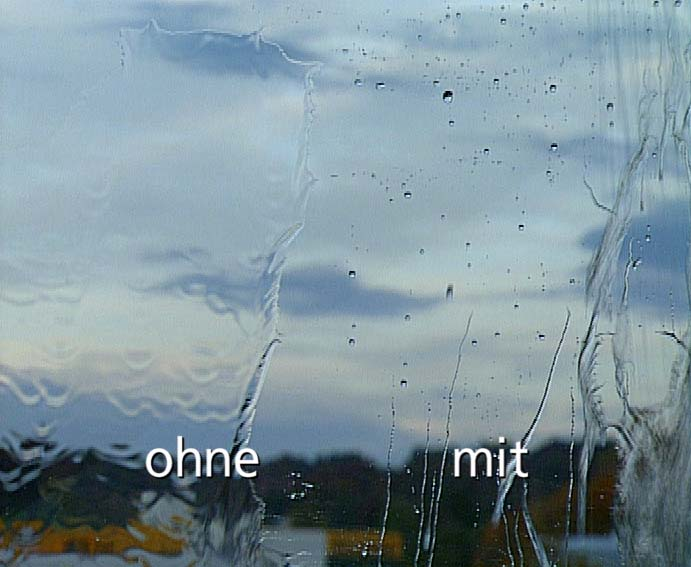
Unterschied zwischen einer normalen und einer hydrophobierten Glasoberfläche

Flachglas dient als Basis für zahlreiche Weiterverarbeitungen.
Einscheiben-Sicherheitsglas (ESG)ist thermisch (nach EN 12150-1)  vorgespanntes Glas. Bei thermisch vorgespanntem Glas wird das Glas auf Temperaturen oberhalb seiner Transformationstemperatur, auf etwa 630 Grad Celsius erhitzt und dann durch Abblasen mit kalter Luft rasch abgekühlt. Da Glas ein schlechter Wärmeleiter ist, wird beim Abkühlen zunächst die Oberfläche – und etwas verzögert auch der Kern – der Scheibe abgekühlt. Im Moment des vollständigen Erstarrens der Scheibe (bei ca. 530 Grad Celsius) ist der Kern noch deutlich wärmer als die Oberflächen. Beim weiteren Abkühlen steigt die Viskosität sehr stark an, weshalb Spannungen nicht mehr durch Relaxationsprozesse abgebaut werden können. Da sich der Kern der Glastafel aber länger im Temperaturbereich der Transformationstemperatur befindet kann er sich weiter zusammenziehen als die Oberflächen des Glases. Dadurch entstehen in der Oberfläche Druckspannungen und im Glasvolumen Zugspannungen. Die Druckspannungen an der Oberfläche bewirken ein erschwertes Risswachstum, weshalb die Festigkeit und Temperaturwechselbeständigkeit von ESG deutlich über der von unbehandeltem Flachglas liegt. Einscheibensicherheitsglas kann nicht mehr nachträglich mechanisch bearbeitet werden. Wenn die Risse zu tief werden und in die Zugspannungszone eintreten, werden schlagartig die eingefrorenen Spannungen freigesetzt, und das Glas zerfällt in kleine Krümel. Besonders empfindlich sind naturgemäß die Kanten der Gläser. ESG-Gläser werden unter anderem für Autoseitenscheiben, Duschabtrennungen, Ganzglastüren, Fassadengläser und so genannte Alarmgläser genutzt.
Teilvorgespanntes Glas (TVG)nach EN 1863 ist ebenfalls thermisch vorgespanntes Glas. Die Vorspannung ist jedoch nicht so hoch wie bei Einscheibensicherheitsglas und deshalb ist das Bruchverhalten anders. Die Scheibe ist ebenfalls fester als normales Floatglas und bricht mit langen Rissen, die von der Störstelle bis zum Rand des Glases verlaufen.
Verbund-Sicherheitsglas (VSG)nach ISO 12543-2, ein Laminat aus abwechselnden Schichten von Glas und Kunststofffolie (Polyvinylbutyral – PVB oder Ethylenvinylacetat – EVA). Bei Bruch sollen die Glassplitter oder -scherben an der Folie haften bleiben. Sicherheitsglas mit einer Dicke von etwa 25 mm wird als Panzerglas bezeichnet und beispielsweise für Schaufenster, Vitrinen und Autofenster verwendet. Wird die Schichtdicke entsprechend gesteigert, spricht man von schussfestem Glas. Verbundsicherheitsglas kann aus Kombinationen von verschiedenen Glastypen (Float, ESG, TVG) bestehen.
Verbundglas (VG)nach ISO 12543-3, ein Laminat aus mindestens zwei Scheiben und organischen Zwischenlagen, vor allem aus Gießharz
Mehrscheiben-Isolierglas (MIG)besteht aus mindestens zwei Scheiben und einem Randverbund mit Scheibenzwischenraum (SZR), der gas- oder luftgefüllt sein kann. Wird auch kurz als Isolierglas und mit einer Beschichtung (Low-E) für einen reduzierten Durchlass der Wärmestrahlung, als Wärmeschutzglas bezeichnet.
BrandschutzverglasungEin System, das die Anforderungen einer Feuerwiderstandsklasse nach DIN 4102 erfüllt. Brandschutzverglasungen können Einfach- oder Isolierverglasungen sein. Brandklasse
SonnenschutzglasEin besonderes Glas, meist Isolierglas, das durch absorbierende und reflektierende Beschichtung verbesserte Sonnenschutzeigenschaften aufweist.
Drahtglas aus GussglasBei der Erzeugung von Drahtglas wird während der Formgebung durch die Walzen ein Drahtgitter in das geformte Glasband eingelegt. Dadurch wird der Zerfall des Glases und das Herabstürzen von Teilen bei einem Bruch ähnlich wie bei Verbund-Sicherheitsglas verhindert.
Glas mit selbstreinigenden Eigenschaftengibt es in verschiedenen Ausführungen. Eine Möglichkeit ist, dass das Glas auf der Außenseite über eine spezielle Beschichtung verfügt. Diese löst zunächst unter Einfluss des UV-Lichtes organische Verschmutzungen. (Regen-)Wasser, welches sich aufgrund der Hydrophilie der Glas-Oberfläche zu einem dünnen Film auf der Scheibe verteilt, spült die gelösten Verschmutzungen ab.
Eine weitere Möglichkeit für selbstreinigende Eigenschaften von Glasoberflächen bietet eine spezielle Veredelungstechnik nach dem Vorbild der Lotusblume, dem sogenannten Lotuseffekt. Mit einem speziellen Verfahren werden die hydrophoben (wasserabweisenden) und schmutzabweisenden Eigenschaften der Lotusblume auf eine Glasoberfläche übertragen. Bei dieser Oberflächenmodifikation verbindet sich glastypisches Material chemisch mit der Glasoberfläche. Das macht die Veredelung belastbar und unempfindlich gegen UV-Licht (Tageslicht). Hydrophobe, in der Regel organische, Schichten haben allerdings – anders als pyrolytisch aufgetragene selbstreinigende oxidische Schichten – in der Regel eine geringe Haltbarkeit und müssen daher nach einiger Zeit erneuert werden.
Intelligentes GlasElektrisch schaltbares Glas, dessen Lichtdurchlässigkeit durch das Anlegen einer Spannung verändert werden kann. Unter dem Oberbegriff „Intelligentes Glas“ werden verschiedene Technologien und Anwendungsfelder zusammengefasst. Je nach Ausführung können diese Gläser beispielsweise als Sonnenschutz dienen (Glas bleibt transparent) oder die Funktion eines Sichtschutzes (Glas wird opak) übernehmen.

## Glasbearbeitungstechniken

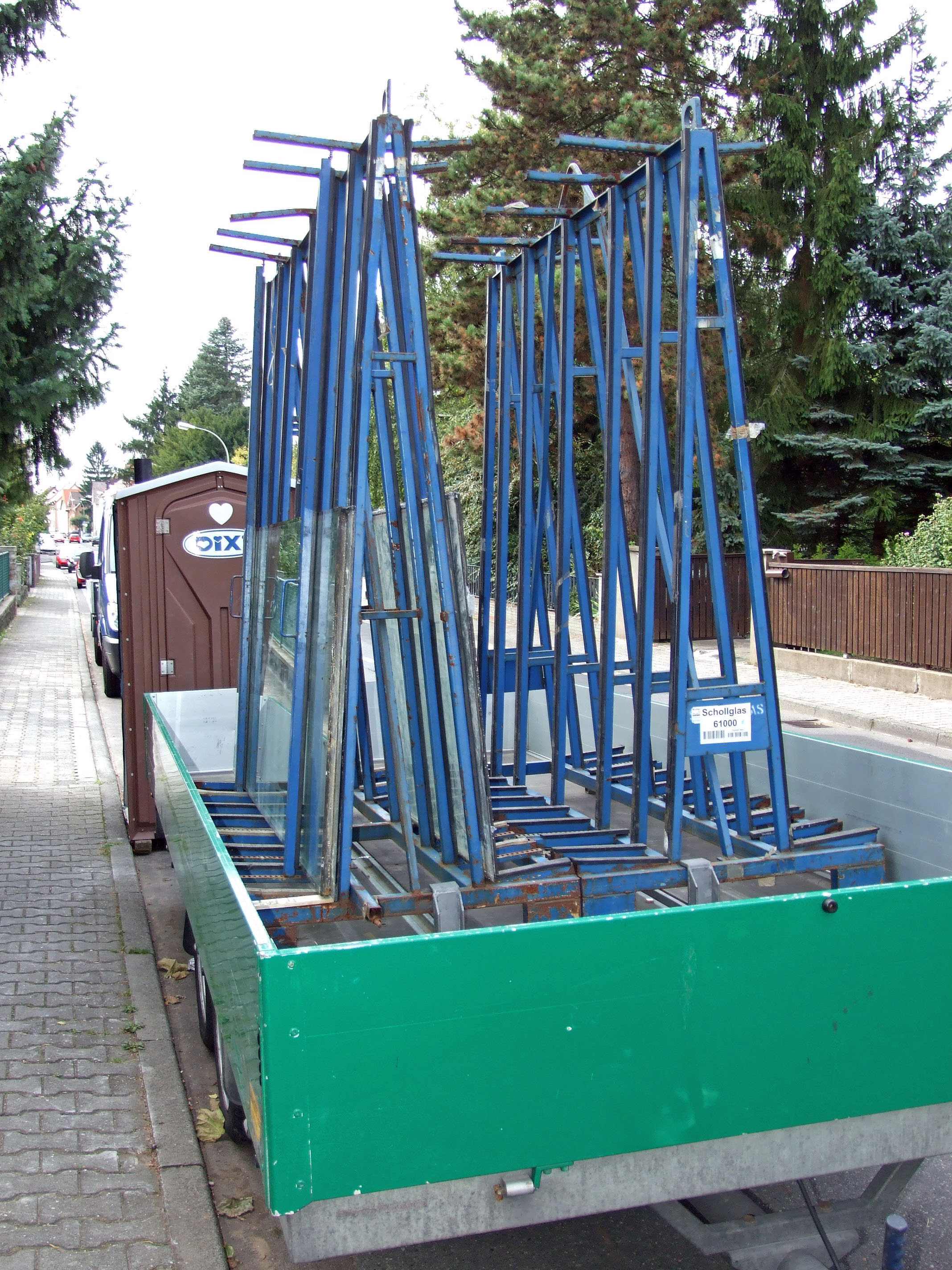
Transportgestell auf Anhänger

### Bearbeitungsverfahren bei der Herstellung
- Ändern der Größe der Oberfläche wie Schneiden[9], Bohren[10] und Kantenbearbeitung[11]
- Oberflächenbearbeitung durch Abtragen von Material wie Ätzen[12] und Sandstrahlen[13]
- Auftragen von Material wie Beschichten[14], Siebdruck[15] und Digitaldruck[16]
- Biegen von Glas wie Schwerkraftbiegen[17] und Laminationsbiegen[18] bzw. Kaltbiegen[19][20]

### Reparaturverfahren
Flachglasoberflächenfehler sind: Verkratzungen (zum Beispiel durch Vandalismus, falsche Glasreinigung, Transportschäden) oder Verätzungen (zum Beispiel durch Zementablagerungen oder Flusssäure (Vandalismus)). Grundsätzlich sind derartige Beschädigungen nur dadurch zu reparieren, dass man im Bereich des Fehlers vorsichtig und möglichst gleichmäßig Glas abträgt.
Es gibt zwei Reparaturverfahren:
1. Kombination von Schleifen und Polieren,
2. Polieren.

Bei dem ersten Verfahren erfolgt der Glasabtrag durch einen Schleifprozess in mehreren Stufen. Hierbei wird ein Winkelschleifer mit einem flexiblen Aufnahmeteller benutzt, welcher mit Schleifscheiben unterschiedlicher Körnung bzw. mit einer Polierscheibe bestückt wird. Die erste Stufe der Schleifscheiben hat die Aufgabe, den erforderlichen Glasabtrag durch Glasabkratzen zu realisieren. Die feineren Schleifstufen haben die Aufgabe, die Oberflächenrauhigkeit so weit zu reduzieren, dass die Polierstufe die ursprüngliche Transparenz wiederherstellen kann.
- Vorteile: Die Reparatur ist im eingebauten Zustand möglich.
- Nachteile: Die Reparaturqualität ist abhängig von der Erfahrung des Reparateurs. Durch ungleichmäßigen Glasabtrag besteht die Gefahr von unnötigen optischen Verzerrungen. Gelingt es dem Reparateur nicht, die beiden ersteren Schleifstrukturen gleichmäßig durch die letzte Schleifstruktur zu ersetzen, bleiben Reste der beiden ersteren Strukturen sichtbar (Wolkenbildung).

Zur Reduzierung dieser Qualitätsrisiken gibt es Verfahren, bei denen auf das Glas eine mechanische Maschinenführung mittels Saugnäpfen aufgebracht wird.
Bei dem zweiten Verfahren erfolgt der erforderliche Glasabtrag durch einen sehr intensiven Polierprozess. Hierbei werden die Glaskomponenten (ungefähre Zusammensetzung: 75 % SiO2, 13 % Na2O, 12 % CaO) hydratisiert und in Wasser aufgelöst. Während des Polierens wird die ursprüngliche Transparenz des Glases nicht verändert. Für diesen intensiven Polierprozess sind folgende Bedingungen erforderlich:
- wässrige Poliersuspension mit optimalem Poliermittel (Ceroxyd)
- Spezialfilz (Rodelstruktur)
- hohe Polierdrücke
- hohe Drehzahl

Dieses Verfahren nutzt ein Unterdrucksystem zwischen Poliersuspensionstank und Poliermaschine, um der Poliermaschine das Poliermittel zu- bzw. abzuführen und um die Maschine planparallel über das Glas zu führen.
- Nachteile: nicht bekannt
- Vorteile: Die Reparatur ist im eingebauten Zustand möglich.
- Während der Reparatur wird die Transparenz des Glases nicht verändert.
- Minimierte, gleichmäßige Glasabtragung und damit minimierte optische Verzerrungen.

### Wiederverwertung
Je nach Typ kann Flachglas einen deutlich höheren Anteil an Magnesiumoxid und einen höheren Schmelzpunkt aufweisen als Verpackungsglas (Hohlglas) und wird darum getrennt vom Haushaltsglas-Recycling gesammelt und verwertet. In Deutschland und Österreich bestehen Recyclingsysteme für Flachglas, die in erster Linie von Gewerbebetrieben genutzt werden. Konsumenten haben teilweise die Möglichkeit, Fensterglas bei der kommunalen Sammelstelle abzugeben.
Auch Produkte wie Glasbausteine, Glaswolle, Schaumglas und Blähglas können in der Regel nicht mit dem Behälterglas wiederverwendet werden und werden getrennt erfasst oder als Restmüll oder Bauschutt entsorgt.